# Аув-на-Килле
Аув-на-Килле (нем. Auw an der Kyll) — община в Германии, в земле Рейнланд-Пфальц. 
Входит в состав района Айфель-Битбург-Прюм. Подчиняется управлению Шпайхер.  Население составляет 140 человек (на 31 декабря 2010 года). Занимает площадь 0,98 км².